# Critoniopsis uribei
Critoniopsis uribei là một loài thực vật có hoa trong họ Cúc. Loài này được H.Rob. mô tả khoa học đầu tiên năm 1993.